# فرودگاه صحرایی ماردن
فرودگاه صحرایی ماردن (به انگلیسی: Marden Airfield) (به زبان بومی: RAF Marden) یک فرودگاه تعطیل است که یک باند فرود چمن دارد و طول باند آن ۶۴۰ متر است. این فرودگاه در کشور انگلستان قرار دارد و در ارتفاع ۲۷ متری از سطح دریا واقع شده‌است.